# Jerome Levine
Jerome Paul Levine (Nova Iorque, 4 de maio de 1937 – 8 de abril de 2006) foi um matemático estadunidense, que contribuiu para o entendimento da teoria dos nós.
Levine obteve um B.S. no Instituto de Tecnologia de Massachusetts em 1958, com um Ph.D. em matemática na Universidade de Princeton em 1962, orientado por Norman Steenrod, com a tese Imbeddings and Immersions of Projective Spaces in Euclidean Space.
Foi palestrante do Congresso Internacional de Matemáticos em Nice (1970).